# Eudorylas halteratus
Eudorylas halteratus är en tvåvingeart som först beskrevs av Johann Wilhelm Meigen 1838.  Eudorylas halteratus ingår i släktet Eudorylas, och familjen ögonflugor. Arten är reproducerande i Sverige.